# Fissidens pseudoceylonensis
Fissidens pseudoceylonensis är en bladmossart som beskrevs av Benito C. Tan och Choy, Meng-shyan 2002. Fissidens pseudoceylonensis ingår i släktet fickmossor, och familjen Fissidentaceae. Inga underarter finns listade i Catalogue of Life.